# جمعية الصليب الأحمر الكاميروني
جمعية الصليب الأحمر الكاميرون (بالإنجليزية:Cameroon Red Cross Society) تأسست في 30 أبريل 1960. ويقع مقرها في العاصمة الكاميرونية ياوندي ويرأسها وليام إتيكي مبوموا.

## روابط خارجية
- بروفايل الكاميرون جمعية الصليب الأحمر
- الموقع الرسمي لجمعية الصليب الأحمر الكاميروني